# Michael Fitzgerald (football)
Pour les articles homonymes, voir Michael Fitzgerald et Fitzgerald.
Michael Fitzgerald est un footballeur néo-zélandais né le 17 septembre 1988 à Tokoroa. Il évolue au poste de défenseur dans le club japonais du Kawasaki Frontale.

## Biographie
Michael Fitzgerald commence le football au sein de la Wynrs academy de Wynton Rufer puis, rejoint à 16 ans le Japon où il concilie études et sports dans un lycée de Tokyo. En 2008, il intègre les rangs professionnels de l'Albirex Niigata. Afin de gagner du temps de jeu, il est successivement prêté au Japan Soccer College, au Zweigen Kanazawa et enfin au V-Varen Nagasaki. De retour à l'Albirex, il débute en 1re division japonaise en 2013.
Michael Fitzgerald reçoit sa première sélection en équipe de Nouvelle-Zélande le 25 mars 2011, lors d'un match amical face à la Chine. Il entre en jeu à la 78e minute de la rencontre en remplacement de Jeremy Brockie.
En décembre 2013, il renonce à la sélection néo-zélandaise pour privilégier sa carrière au Japon. Obtenant la nationalité japonaise, il doit renoncer à son passeport néo-zélandais.

## Palmarès
- Avec le  Kawasaki Frontale
  - Champion du Japon en 2017 et 2018